# フーベルト・イェリネク
フーベルト・イェリネク（Hubert Jellinek, 1909年 - ?）は、オーストリアのハープ奏者。

## 経歴
1909年にウィーンのハープ演奏の名門一家に生まれる。ウィーン音楽院でハープを専攻し、1927年に卒業。
卒業後は、バーデン＝バーデン、グラーツなどの都市の歌劇場のオーケストラでハープ奏者としての経験を積み、1936年からウィーン・フィルハーモニー管弦楽団のハープ奏者となり、1973年の定年まで務めた。教育者としては1956年から母校であるウィーン音楽院の教授となり後進の指導に当たった。